# Moondawn
Moondawn is het zesde muziekalbum van de Duitse specialist op het gebied van elektronische muziek Klaus Schulze. Het album is opgenomen in Frankfurt am Main en Mainz en dus niet meer in Berlijn. Alhoewel Schulze zelf slagwerker is geweest, heeft hij voor dit album een slagwerker pur sang uitgenodigd: Harald Grosskopf. De sequencers van dit album zijn voor het eerst afkomstig uit een nieuwe synthesizer, de Moog. In Europa komen de eerste geluiden dat de muziekalbums wel erg op elkaar lijken. De muziek is beïnvloed door de muziek van de Far East Family Band; een Japanse band (met de toen nog onbekende Kitaro op toetsen) die Schulze rond die tijd had geproduceerd.

## Musici
- Klaus Schulze – elektronica
- Harald Grosskopf – slagwerk

## Composities
1. Floating (27:13)
2. Mindphaser (25:35)
3. Floating sequence (21:11)

Floating sequence is een bonustrack op de geremasterde versie die in 2005 verscheen. Het is een van de probeersels die uiteindelijk Floating opleverden.